# كول هوكينز
كول هوكينز (بالإنجليزية: Cole Hawkins)‏ هو ممثل أمريكي، ولد في 4 أكتوبر 1991 في مانهاتن في الولايات المتحدة.

## أعمال

### أفلام
- (2003) مدرسة الروك[5]

## وصلات خارجية
- كول هوكينز على موقع IMDb (الإنجليزية)
- كول هوكينز على موقع قاعدة بيانات الفيلم (الإنجليزية)